# Torre de telegrafía óptica de Santa Magadalena de Pulpis
La Torre de telegrafía óptica de Santa Magdalena de Pulpis, también conocida por Torreón de San Millán o Torreón del Olvido, es una torre que formaba parte de la línea de telegrafía óptica que a mediados del siglo XIX conectaba Madrid con Barcelona.
La torre de San Millán pertenece al segundo tramo de la línea Madrid-Barcelona, el tramo Valencia-Barcelona, el cual todavía es objeto de investigación. Como el tramo Valencia-Tarragona no llegó a estar en funcionamiento, existe un cierto desconocimiento de la ruta, lo cual influye en la numeración de las torres y en la ordenación por secciones. Pese a ello, la torre de San Millán vendría a situarse en la sección 7.ª de la línea y tendría como numeración la 40.
Es un bien de interés cultural con número de registro ministerial R-I-51-0010719 de 19 de febrero de 2002.

## Historia
La telegrafía óptica es un invento que se remonta al siglo de la Ilustración, el siglo XVIII. Fue un avance tecnológico de gran importancia, nacido en Francia, que facilitó la rápida transmisión de noticias. En España las líneas de telégrafo óptico no se levantaron hasta la década de 1840, época que ya en Europa empezaba a funcionar la telegrafía eléctrica. Por motivos de seguridad se desechó este último tipo de telegrafía dado el peligro de corte de cables por bandoleros o insurgentes.
Estas torres fueron construidas entre 1848 y 1849 para poner en marcha un servicio de mensajería rápida que supusiera una gran revolución en la comunicación postal del siglo XIX entre la capital y la periferia del país. Este sistema permitía que un mensaje se transmitiera de la primera a la última torre en tan solo treinta minutos.
La línea Madrid-Valencia comienza su construcción en 1848 y su funcionamiento un año más tarde con treinta torres. La primera estación estaba en Madrid en el edificio de la Aduana, actual Ministerio de Economía y Hacienda al comienzo de la calle Alcalá y el final en el convento de San Francisco de Valencia, hoy desaparecido. Dentro de la Comunidad Valenciana las torres, en total nueve, son: Torre de telegrafía óptica de Villargordo del Cabriel, Torre de telegrafía óptica de Fuenterrobles, Torre de telegrafía óptica de San Antonio de Requena Torre de telegrafía óptica del Cerro de la Atalaya de Requena, Torre de telegrafía óptica del Rebollar, Torre de telegrafía óptica de Buñol, Torre de telegrafía óptica de Godelleta, Torre de telegrafía óptica de Chiva y Torre de telegrafía óptica del Vedat de Torrent. Se levantó además dentro de la Comunidad Valenciana la línea Valencia-Barcelona con torres en Torre de telegrafía óptica de El Puig, Torre de telegrafía óptica de Sagunto, Torre de telegrafía óptica de Almenara, Torre de telegrafía óptica de Oropesa del Mar, Torre de telegrafía óptica de Torreblanca, Torre de telegrafía óptica de Alcalá de Chivert y Torre de telegrafía óptica de Santa Magdalena de Pulpis.

## Descripción
La torre de telegrafía óptica de Santa Magdalena de Pulpis, es conocida también con los nombres de Torre de San Millán, Torre del Olvido y La Torre. Se data la finalización de la obra en 1865, en los apuntes de Mathé aparecía en 1852 como pendiente de construir. Es una de las torres, junto con la de Almenara, mejor conservadas de toda la línea. Respeta la distancia recomendada, pues se halla a 10,336 kilómetros de la de Alcalá de Chivert.
La torre se sitúa una colina frente al castillo de Pulpis. Se trata, como suelen ocurrir con todas las torres de telegrafía óptica de la línea, de una torre tronco-piramidal de tres plantas (que presentan una línea de troneras en los cuatro muros del edificio); la planta baja cuenta con aspilleras defensivas y un acceso en arco muy rebajado; la primera planta cuenta con el habitual acceso (con escalera de madera no fija para poder dejar la torre aislada de posibles ataques) y una gran ventana situada en el muro opuesto; la segunda planta cuenta con dos ventanas contrapuestas.
Dado que su construcción se realiza entre 1846-1868, tiempos del reinado de Isabel II, se considera que es una torre de las "isabelinas".